# Jadwiga Jóźwik
Jadwiga Jóźwik (ur. 4 lipca 1948 w Wojcieszkowie) – jedna z najbardziej znanych regionalistek Podlasia i Lubelszczyzny; nauczycielka języka polskiego, autorka licznych inicjatyw społecznych i kulturalnych.

## Życiorys
Córka Kazimiery i Aleksandra Mazurów. W 1986 roku ukończyła studia polonistyczne z tytułem magistra na Uniwersytecie Warszawskim, równocześnie pracując w Szkole Podstawowej w Hermanowie. W 1980 roku objęła etat nauczycielki w Szkole Podstawowej w Wojcieszkowie, gdzie pracowała do 2000 roku. Opracowała własne pomoce naukowe w zakresie dydaktyki języka polskiego, oparte na ścieżkach regionalnych. Propagatorka poezji wśród młodych ludzi. Dodatkowo pełniła funkcję społecznego inspektora pracy przy oddziale ZNP w gminie Wojcieszków. W 2000 roku, po 32 latach pracy, odeszła na emeryturę. W 1990 roku założyła Towarzystwo Przyjaciół Wojcieszkowa zapoczątkowując swoją wielowątkową aktywność społeczną. Założyła Ludowy Zespół Śpiewaczy „Lutnia i Sołtysi”, odkryła talenty miejscowych poetów i malarzy (m.in. Martę Łączek, autorkę tomiku Iskierki serca oraz Halinę Mazur, malarkę). Jej staraniem została wydana książka zmarłego Jana Gmurkowskiego Dzieje sportu w gminie Wojcieszków (1981–2007). W 1990 roku założyła Izbę Regionalną w Wojcieszkowie, gdzie zgromadziła przedmioty codziennego użytku przedwojennej wsi. Była pomysłodawczynią pocztówek i medalu wybitego z okazji 563. rocznicy utworzenia parafii i 100-lecia konsekracji kościoła w Wojcieszkowie.
Na podstawie zgromadzonych przez nią dokumentów dotyczących miejscowości Wojcieszków, Komisja Heraldyczna przy Archiwum Państwowym w Lublinie pozwoliła utworzyć obecny herb i flagę Wojcieszkowa. Jest to połączenie elementów herbów Ciołek i Doliwa.

## Publikacje
Autorka publikacji poświęconych historii i kulturze swojego regionu:
- Edukacja regionalna na lekcjach języka polskiego w Szkole Podstawowej w Wojcieszkowie (Wojcieszków 2003),
- Dlaczego Sienkiewicz…? (Wojcieszków 2005),
- Bądźmy dumni z naszych korzeni (Wojcieszków 2005),
- Obiekty sakralne w gminie Wojcieszków (Wojcieszków 2005),
- Rękodzieło w gminie Wojcieszków (Wojcieszków 2008),

- Ślady ziemian w krajobrazie kulturowym gminy Wojcieszków (Wojcieszków 2010).

## Nagrody i odznaczenia
Za zaangażowanie społeczne i działalność regionalną wielokrotnie nagradzana, otrzymała m.in.:
- Złoty Krzyż Zasługi,
- Złotą Odznakę ZNP,
- Medal Komisji Edukacji Narodowej (2002),
- Odznakę Zasłużonego Działacza Kultury,
- Doroczną Nagrodę Kulturalną Województwa Lubelskiego (2002),
- Dyplom Uznania od Marszałka Województwa Lubelskiego (2006),
- Odznakę Honorową Zasłużony dla Kultury Polskiej (2011).